# Monnina wurdackii
Monnina wurdackii är en jungfrulinsväxtart som beskrevs av Ramón Alejandro Ferreyra. Monnina wurdackii ingår i släktet Monnina och familjen jungfrulinsväxter. Inga underarter finns listade i Catalogue of Life.